# Oteana omai
Oteana omai är en insektsart som beskrevs av Hoch 2006. Oteana omai ingår i släktet Oteana och familjen kilstritar. Inga underarter finns listade i Catalogue of Life.